# Kupeornis gilberti
Kupeornis gilberti е вид птица от семейство Leiothrichidae. Видът е застрашен от изчезване.

## Разпространение
Видът е разпространен в Камерун и Нигерия.